# Fiumarella (Calabria)
La Fiumarella (in dialetto locale Hjumareddha) è una tipica fiumara che scorre in Calabria nella provincia di Catanzaro. Sorge sui monti della Sila e dopo un percorso di 20 km sfocia nel mar Ionio all'interno del golfo di Squillace.
La Fiumarella corrisponde all'antico fiume Zaro che attraversa la città di Catanzaro.
Scende verso la foce con una lieve pendenza ed è caratterizzato da rilevanti cambiamenti di portata d'acqua nel corso dell'anno, con fasi di piena nei mesi invernali e fasi di totale siccità nei mesi estivi.
A Catanzaro la valle della Fiumarella è attraversata dall'imponente ponte Bisantis, costruito su un'unica grande arcata su progetto di Riccardo Morandi e completato nel 1962.
Il nome del torrente è legato a un gravissimo incidente ferroviario avvenuto il 23 dicembre 1961, quando il rimorchio di un treno delle Ferrovie Calabro-Lucane, partito da Soveria Mannelli, in prossimità di Catanzaro precipitò da un viadotto alto circa 40 metri causando la morte di 71 passeggeri e il ferimento di altri 28.